# Rina Gonoi
Rina Gonoi (en su idioma natal, 五ノ井 里奈, Gonoi Rina) (Higashimatsushima, 29 de septiembre de 1999) es una judoca japonesa y exsoldado de la Fuerza Terrestre de Autodefensa de Japón (por sus siglas en inglés JGSDF). Fue víctima de agresión sexual por parte de oficiales superiores de la JGSDF, lo que la llevó a abandonar el ejército tras el desestimado de sus denuncias por parte de sus superiores.

## Infancia
Rina Gonoi comenzó a practicar judo a la edad de cuatro años, entrenando bajo la tutela de su hermano. Cultivó la ambición de competir en los Juegos Olímpicos como judoca. En marzo de 2011, cuando tenía 11 años, ella y su familia fueron desplazados por el terremoto y tsunami de ese año. Fue la primera vez que Gonoi tuvo contacto con oficiales de la JGSDF que realizaban operaciones humanitarias: uniformados, ayudaban a las personas desplazadas a instalar cabinas de baño improvisadas y proporcionaban agua caliente, alimentos y otros artículos de primera necesidad. Gonoi declaró que la admiración por el trabajo de las mujeres oficiales de la JGSDF le llevó a querer unirse al cuerpo para ayudar.

## Carrera militar
Gonoi ingresó en la JGSDF en 2020 con el objetivo de aprovechar las instalaciones deportivas para entrenar en judo y cumplir su sueño de competir en los Juegos Olímpicos. Sin embargo, durante el tiempo que pasó en la JGSDF, fue víctima de abusos sexuales de forma continuada.
El primer episodio de abuso ocurrió en una estación de la JGSDF en Fukushima, donde colegas masculinos hacían comentarios sexuales sobre su cuerpo, le daban besos en la mejilla, la tocaban sin su consentimiento o la abrazaban por detrás en espacios públicos. Algunos incluso le hacían comentarios explícitos, como "hazme una felación".
El episodio más grave tuvo lugar durante un ejercicio de entrenamiento en agosto de 2021, cuando tres oficiales, Shutaro Shibuya, Ryoto Sekine y Yusuke Kimezawa, la convocaron a una tienda donde estaban bebiendo. Los oficiales discutían una técnica de artes marciales que implicaba estrangular al oponente y derribarlo. Obligaron a Gonoi a someterse a la técnica, la inmovilizaron en una cama, le abrieron las piernas y presionaron sus caderas contra ella en una simulación sexual frente a decenas de compañeros que observaban y reían.
Gonoi denunció la agresión a sus superiores, pero su reclamación fue desestimada por "falta de pruebas", ya que todos los compañeros que presenciaron la agresión se negaron a testificar. Posteriormente, llevó la denuncia a una autoridad superior de la JGSDF, pero nuevamente fue ignorada, lo que le llevó a abandonar la institución en junio de 2022.

## Búsqueda de la justicia
Tras dejar el ejército, Gonoi acudió a medios de comunicación, pero fue ignorada, por lo que finalmente llevó su caso a las redes sociales. Su campaña en redes sociales forzó a las autoridades militares a investigar los casos de agresión sexual en toda la JGSDF, y su caso fue reabierto con una nueva investigación. Se concluyó que Gonoi había sufrido acoso físico y verbal de forma diaria entre el otoño de 2020 y agosto de 2021.
El Ministerio de Defensa de Japón, a través del Jefe del Estado Mayor de la Fuerza Terrestre de Autodefensa, Yoshihide Yoshida, presentó una disculpa pública a Gonoi: "En nombre de la Fuerza Terrestre de Autodefensa, quiero expresar mis más profundas disculpas a la Sra. Gonoi, quien ha sufrido durante tanto tiempo. Lo siento mucho." Cinco miembros del servicio implicados en los actos fueron destituidos y otros cuatro recibieron sanciones.
No satisfecha con las disculpas de las autoridades militares, Gonoi presentó demandas penales y civiles contra el gobierno y los perpetradores de las agresiones. Durante el juicio iniciado a principios de 2023, uno de los acusados se declaró culpable, mientras que los otros cuatro se declararon inocentes. En diciembre de 2023, el Tribunal de Distrito de Fukushima sentenció a los tres principales acusados a dos años de prisión con suspensión de cuatro años. Todos aceptaron las sentencias sin apelaciones.

## Reconocimientos
En noviembre de 2023, Gonoi fue incluida en la lista de las 100 Mujeres de la BBC. En marzo de 2024, recibió el Premio Internacional a las Mujeres de Coraje.